# Sterling Bose
Sterling Belmont Bose, auch Boze, Bozo, (* 23. Februar 1906 in Florence (Alabama); † im Juni 1958 in St. Petersburg (Florida)) war ein Trompeter und Kornettist des Hot Jazz und des Swing.
Seine Karriere begann Sterling Bose in New Orleans bei Tom Brown; er kam 1923 nach St. Louis und arbeitete bei den Arcadian Serenaders im Arcadia Ballroom, wo auch Frankie Trumbauer mit seiner Band spielte. Mitte der 1920er Jahre wurde er mit der Spielweise von Bix Beiderbecke vertraut und orientierte sich daran. Er löste 1927 Bix Beiderbecke bei Jean Goldkette in Kansas City ab und wurde dort mit Solos im Stil von Beiderbecke bekannt. Er spielte zu Beginn der 1930er Jahre bei Ben Pollack (1930 bis 1933) und arbeitete danach als Freelancer. Er spielte mit Joe Haymes (1934) und Ray Noble (1936) und nahm Schallplatten mit Vic Berton und Red McKenzie auf. Seinen Durchbruch erzielte Bose als Trompeter im Orchester von Tommy Dorsey 1935/36, bei Glenn Miller (1937), Bob Crosby (1938/39), Bobby Hackett (1939), Benny Goodman (1936) und Glenn Miller (1937). Er ist als Solist zu hören in I’m Praying Humble und Song of the Wanderer in Crosbys Orchester und in Loopin’ the Loop mit den Bob Cats (1938/39). Zu Beginn der 1940er Jahre arbeitete er in der kurzlebigen Bigband von Bob Zurke und mit Jack Teagarden zusammen, und danach als Freelancer in Clubs in Chicago, bevor er 1943 wieder nach New York ging, wo er in kleinen Gruppen im Jazzclub „Nick’s“ spielte unter Leitung von Art Hodes und Miff Moles. Er wirkte bei Konzerten bei Eddie Condon mit und arbeitete auch mit George Brunies. Außerdem nahm Bose Schallplatten mit Bobby Hackett, Johnny Mercer, Hot Lips Page und Rod Cless (1944) auf. Danach ging er wieder kurz nach Chicago. Ab 1950 arbeitete er in St. Petersburg in Florida, wo er bis kurz vor seinem Tod in Clubs spielte und 1958 durch Suizid verstarb.